# Пойкімо
Пойкімо (рос. Пойкимо) — присілок у Лодєйнопольському районі Ленінградської області Російської Федерації.
Населення становить 15 осіб. Належить до муніципального утворення Альоховщинське сільське поселення.

## Історія
Згідно із законом від 20 вересня 2004 року № 63-оз належить до муніципального утворення Альоховщинське сільське поселення.

## Населення
| 1838 | 1862 | 1885 | 1939 | 1958 | 1997 | 2007 |
| ---- | ---- | ---- | ---- | ---- | ---- | ---- |
| 94   | ↗96  | ↘65  | ↗205 | ↘73  | ↘14  | ↗17  |
| 2010 | 2014 | 2015 | 2016 |      |      |      |
| ↘16  | ↗17  | →17  | ↘15  |      |      |      |